# Euro-Fighter
Ne doit pas être confondu avec Eurofighter.
L'Euro-Fighter est un type de montagnes russes en métal conçu et fabriqué par le constructeur allemand Gerstlauer.

## Historique et description
Lancé en 2003, les Euro-Fighter sont principalement reconnaissables grâce à leur descente de plus de 90°. Bien que chaque attraction de ce type ne possède pas véritablement le même parcours, de nombreux éléments de voie sont souvent exploités comme le looping vertical, le looping plongeant ou la Heartline roll.
Fluch von Novgorod, ouvert en 2009 à Hansa-Park est le premier Euro-Fighter à posséder à la fois un lift vertical ainsi qu'un lancement LSM sur le même circuit.

## Liste des Euro-Fighters
| Nom                                      | Modèle                | Parc                                    | Pays                | Ouverture |
| ---------------------------------------- | --------------------- | --------------------------------------- | ------------------- | --------- |
| Vildsvinet                               | Euro-Fighter 500/8    | BonbonLand                              | Danemark            | 2003      |
| Typhoon                                  | Euro-Fighter 670/8    | Bobbejaanland                           | Belgique            | 2004      |
| Speed: No Limits                         | Euro-Fighter 600      | Oakwood Theme Park                      | Royaume-Uni         | 2006      |
| Rage                                     | Euro-Fighter 320+     | Adventure Island                        | Royaume-Uni         | 2007      |
| Mystery Mine                             | Euro-Fighter (Custom) | Dollywood                               | États-Unis          | 2007      |
| SpongeBob Squarepants Rock Bottom Plunge | Euro-Fighter 410      | Nickelodeon Universe                    | États-Unis          | 2008      |
| Saw - The Ride                           | Euro-Fighter (Custom) | Thorpe Park                             | Royaume-Uni         | 2009      |
| Falcon                                   | Euro-Fighter 320+     | Duinrell                                | Pays-Bas            | 2009      |
| Fluch von Novgorod                       | Euro-Fighter (Custom) | Hansa-Park                              | Allemagne           | 2009      |
| Huracan                                  | Euro-Fighter (Custom) | Belantis                                | Allemagne           | 2010      |
| Dare Devil Dive                          | Euro-Fighter (Custom) | Six Flags Over Georgia                  | États-Unis          | 2011      |
| Untamed                                  | Euro-Fighter 320+     | Canobie Lake Park                       | États-Unis          | 2011      |
| Takabisha                                | Euro-Fighter 1000     | Fuji-Q Highland                         | Japon               | 2011      |
| Eurofighter                              | Euro-Fighter (Custom) | Zoosafari Fasanolandia                  | Italie              | 2011      |
| Iron Shark                               | Euro-Fighter 380      | Galveston Island Historic Pleasure Pier | États-Unis          | 2012      |
| Abyss                                    | Euro-Fighter (Custom) | Adventure World                         | Australie           | 2013      |
| Krater                                   | Euro-Fighter 380      | Parc national du café                   | Colombie            | 2014      |
| Serpent                                  | Euro-Fighter 320+     | Parc Sindibad by Walibi                 | Maroc               | 2015      |
| Predator                                 | Euro-Fighter 320+     | IMG Worlds of Adventure                 | Émirats arabes unis | 2016      |
| Hydrus                                   | Euro-Fighter 320      | Casino Pier                             | États-Unis          | 2017      |
| Adrenaline Peak                          | Euro-Fighter 320      | Oaks Amusement Park                     | États-Unis          | 2018      |
| Tantrum                                  | Euro-Fighter 380      | Six Flags Darien Lake                   | États-Unis          | 2018      |
| TMNT Shellraiser                         | Euro-Fighter 1000     | Nickelodeon Universe                    | États-Unis          | 2019      |
| Vertika                                  | Euro-Fighter (Custom) | La Récré des 3 Curés                    | France              | 2020      |
| Defiance                                 | Euro-Fighter (Custom) | Glenwood Caverns                        | États-Unis          | 2022      |